# 경주 원원사지 동·서 삼층석탑
경주 원원사지 동·서 삼층석탑(慶州 遠願寺址 東·西 三層石塔)은 대한민국 경상북도 경주시 원원사지에 있는, 남북국 시대 신라의 삼층석탑 두 기이다. 2005년 4월 7일 대한민국의 보물 제1429호로 지정되었다.

## 지정 사유
동·서 쌍탑의 경주 원원사지 동·서 삼층석탑은 사적 제46호 경주 원원사지 안에 있다. 원원사(遠願寺)는 삼국유사에 의하면 밀교(密敎)를 계승한 안혜(安惠)ㆍ낭융(朗融) 등이 김유신ㆍ김의원ㆍ김술종 등과 뜻을 모아 호국의 사찰로 창건하였다고 한다.
동·서 삼층석탑(높이 약 7m)은 도괴되어 있던 것을 1931년 가을(조선건축사론 중 경주를 중심으로 한 신라시대 일반형 삼층석탑론(건축잡지 1933.11월호. 藤島亥治郞)에 경주고적보존회에서 복원하였다.
두 탑은 같은 구조와 양식으로 조성된 2중 기단의 삼층석탑이며, 하층기단 면석과 갑석 및 상층기단 면석은 각각 8매, 상층기단 갑석은 4매로 구성되어 있다.
상·하층기단의 면석에는 2개의 탱주와 우주가 있고, 하층갑석의 상면에는 2단의 상층 기단 괴임이 있으며, 상층갑석 4면의 각 기둥 사이에는 연화좌 위에 앉아 있는 십이지상을 조각하였는데 이들의 머리는 짐승이나, 몸체는 평복을 입은 사람의 모습이며 옷자락이 하늘로 날리고 있는 형상이다.
1층 탑신석 이상 3층 옥개석까지는 모두 1매석으로 조성되어 있으며 1층 탑신에는 우주가 있고, 4면에는 갑옷을 입고 무기를 든 사천왕상이 조각되어 있다. 각 층 옥개석의 하면에는 5단의 옥개받침이 있고 상면에는 각형 2단의 탑신 괴임이 있으며 상륜부는 노반석과 앙화석이 남아 있다.
경주 원원사지 동·서 삼층석탑은 통일신라시대 석탑의 일반적 표현형식, 옥개석의 돌다듬기 수법, 기단부와 탑신부에 구현된 양식, 석재의 조립방법 등으로 보아 8세기 중엽에 조성된 석탑으로 추정되며, 하층기단에서 십이지상을 최초로 배치한 점 등 석탑의 조각기술, 구조적 특징, 표현양식 등을 고려할 때 학술적, 미술사적 중요한 가치를 지닌 석탑으로 평가되고 있다.

## 같이 보기
- 경주 원원사지 - 사적 제46호

## 참고 자료
- 경주 원원사지 동·서 삼층석탑 - 국가유산청 국가유산포털